# یواس‌اس گلدکرست (ای‌ام-۷۸)
یواس‌اس گلدکرست (ای‌ام-۷۸) (به انگلیسی: USS Goldcrest (AM-78)) یک کشتی بود که طول آن ۱۱۰ فوت ۶ اینچ (۳۳٫۶۸ متر) بود. این کشتی در سال ۱۹۳۰ ساخته شد.